# Гришай, Пётр Андреевич
Пётр Андреевич Гришай (1866 — ?) — станичный атаман, депутат Государственной думы I созыва от Кубанской области и Черноморской губернии.

## Биография
Православный по вероисповеданию, казак. Образование только домашнее. Занимал должность писаря. Был станичным атаманом станицы Зеленчукская. Вёл сельское хозяйство.
27 мая 1906 избран в Государственную думу I созыва от съезда уполномоченных от казачьих станиц Кубанского казачьего войска. Вошёл в конституционно-демократическую фракцию. В работе думских комиссий участия не принимал.
Дальнейшая судьба и дата смерти неизвестны.

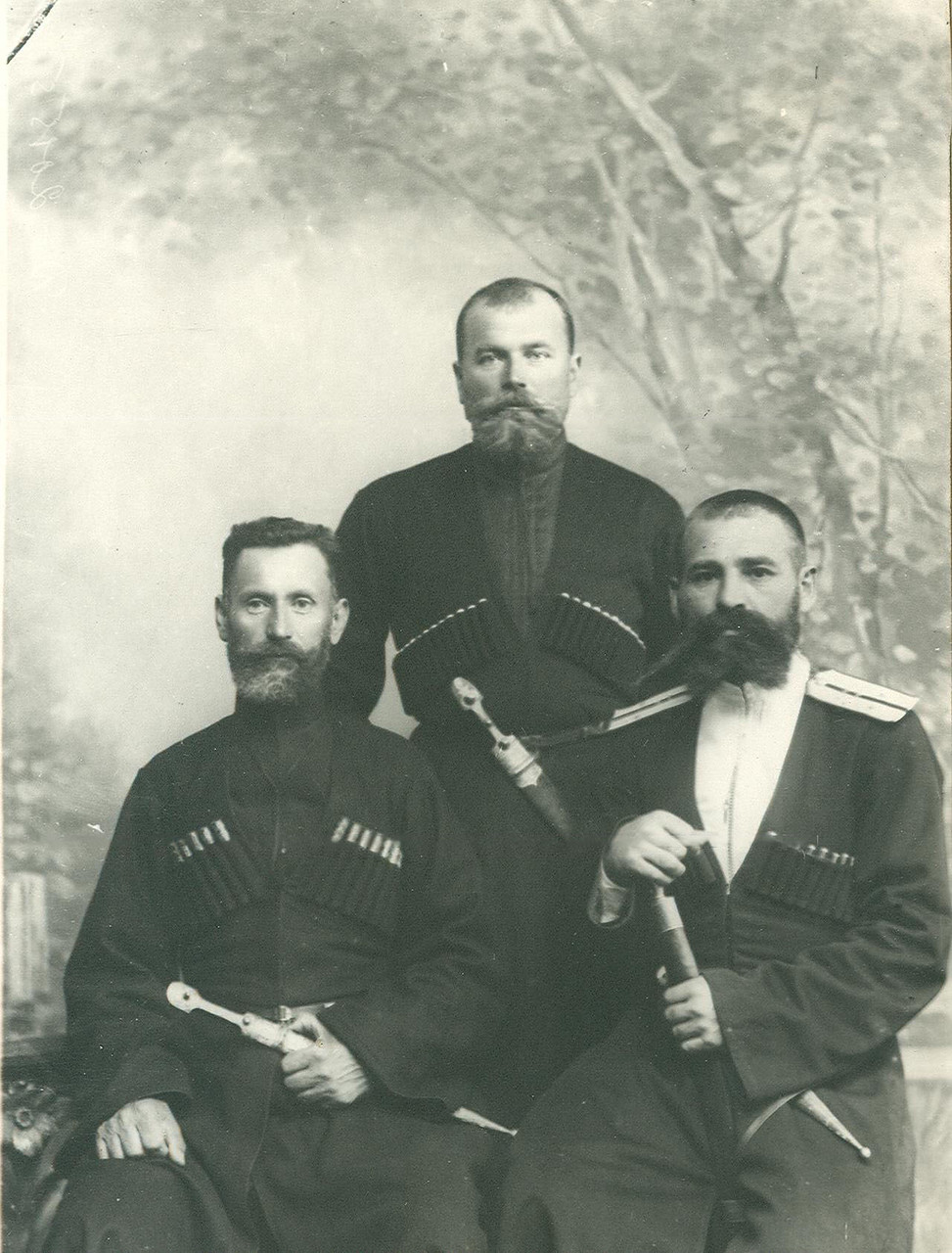
Депутаты 1-й Думы кубанские казаки: Никифор Кочевский, Пётр Гришай и Кондрат Бардиж.